# Кадниково (Московская область)
Кадниково — деревня в Клинском районе Московской области, в составе Нудольского сельского поселения. Население — 3 чел. (2010). До 2006 года Кадниково входило в состав Нудольского сельского округа.
Деревня расположена на юго-западе района, у границы с Истринским районом, примерно в 30 км к юго-западу от райцентра — города Клина, на левом берегу реки Вельги (левый верхний приток реки Нудоли), высота центра над уровнем моря 220 м. Ближайшие населённые пункты в 1 км — Вертково на восток и Васильевское-Соймоново на юг. Через деревню проходит региональная автодорога 46К-9310 Павельцево — Нудоль.

## Население
| 2002 | 2006 | 2010 |
| ---- | ---- | ---- |
| 2    | ↘0   | ↗3   |